# Suicidio en Corea del Sur
El suicidio en Corea del Sur es un tema que ubica actualmente al país con la 6.ª tasa más alta en el mundo según la OMS, así como la más alta tasa de suicidio para un estado miembro de la OCDE.
Una de las razones de sus altos índices en comparación con otros países desarrollados es la gran cantidad de suicidio entre ancianos. La prevalencia de suicidio entre los ancianos surcoreanos es debido a la extendida pobreza entre los ciudadanos de la tercera edad en Corea del Sur, con casi la mitad del país y de la población de la tercera edad viviendo por debajo de la línea de pobreza. Combinado con la mal financiada red de seguridad social, esto se traduce en suicidios de ancianos por no ser una carga financiera para sus familias, ya que la antigua estructura social donde los hijos cuidaban de sus padres mayores ha desaparecido en gran parte en el siglo XXI. Como resultado, las personas que viven en las zonas rurales tienden a tener mayores tasas de suicidio.
Sin embargo, los esfuerzos del gobierno para reducir la tasa de suicidios han demostrado eficacia en 2014, cuando hubo 27,3 suicidios por cada 100.000 personas, un 4,1% menos respecto al año anterior (28,5 personas) y el más bajo en 6 años, desde el 2008 con 26,0 personas.

## Estadísticas

El suicidio es la mayor causa de muerte entre personas de 10, 20 y 30 años

Tasa de suicidios por género y edad en Corea del Sur 2012, por cada 100.000 personas

La tasa de pobreza de las personas mayores en Corea del Sur es la más alta entre los países de la OCDE

### Edad
Una muy alta tasa de suicidio entre los ancianos es un factor importante que contribuye en general a la tasa de suicidio de Corea del Sur.
Aunque inferior a la estadística entre los ancianos, el grado escolar y los estudiantes universitarios en Corea tienen un mayor promedio de suicidio.

### Género
En promedio, los hombres tienen una tasa de suicidio dos veces mayor que el de las mujeres. Sin embargo, el intento de suicidio es mayor en las mujeres que en los hombres. De acuerdo a un estudio, esto se debe a que los hombres usan métodos suicidas más graves y mortales. En consecuencia, son más los hombres que consiguen suicidarse. La Escala de Clasificación Riesgo-Rescate (RRRS), que mide la letalidad de los métodos suicidas en relación entre los cinco riesgo y cinco factores de rescate, arroja un promedio de 37,18 para los hombres y 34,00 para las mujeres. Un estudio ha traducido esto al hecho de que las mujeres intentan suicidarse más como una demostración, mientras que los hombres se suicidan con un propósito determinado.
En comparación con otros países de la OCDE, la tasa de suicidios femenina en Corea del Sur es la más alta, con 15,0 muertes por suicidio por cada 100.000 muertes de acuerdo a la tasa de suicidio, mientras que la masculina es la tercera más alta con 32,5 muertes por cada 100.000. Las mujeres también tuvieron un mayor incremento proporcionalmente mayor a los hombres entre 1986 y 2005. Los hombres aumentaron en un 244%, mientras que las mujeres en un 282%.

### El estatus socioeconómico
El estatus socioeconómico es medido por población, nivel de educación, grado de urbanidad y privación de residencia. El bajo nivel socioeconómico, altos niveles de estrés, falta de sueño, consumo de alcohol y el hábito de fumar se asocia con tendencias suicidas entre los adolescentes. El factor económico se observa como la causa más frecuentemente mencionada entre los suicidios de ancianos. Como el 71,4% de la población de edad avanzada es inculto y un 37,1% de ellos viven en zonas rurales, tienen más probabilidades de enfrentar dificultades económicas, lo que puede conducir a problemas de salud y conflictos familiares. Todos estos factores conducen a un aumento de la ideación suicida y su finalización.

### Regiones
Gangwon tiene una tasa de 37.84% suicidios, la más elevada de Corea del Sur. Los siguientes son Chungnam y Jeonbuk. Ulsan, e Incheon con las más altas tasas de suicidios en personas mayores a 65 años de edad. Daegu tiene la más alta tasa de suicidios entre las edades de 40 a 59. Gangwon, Jeonnam, y Chungnam tienen las más altas tasas de suicidios entre las edades de 20 a 39.

## Métodos

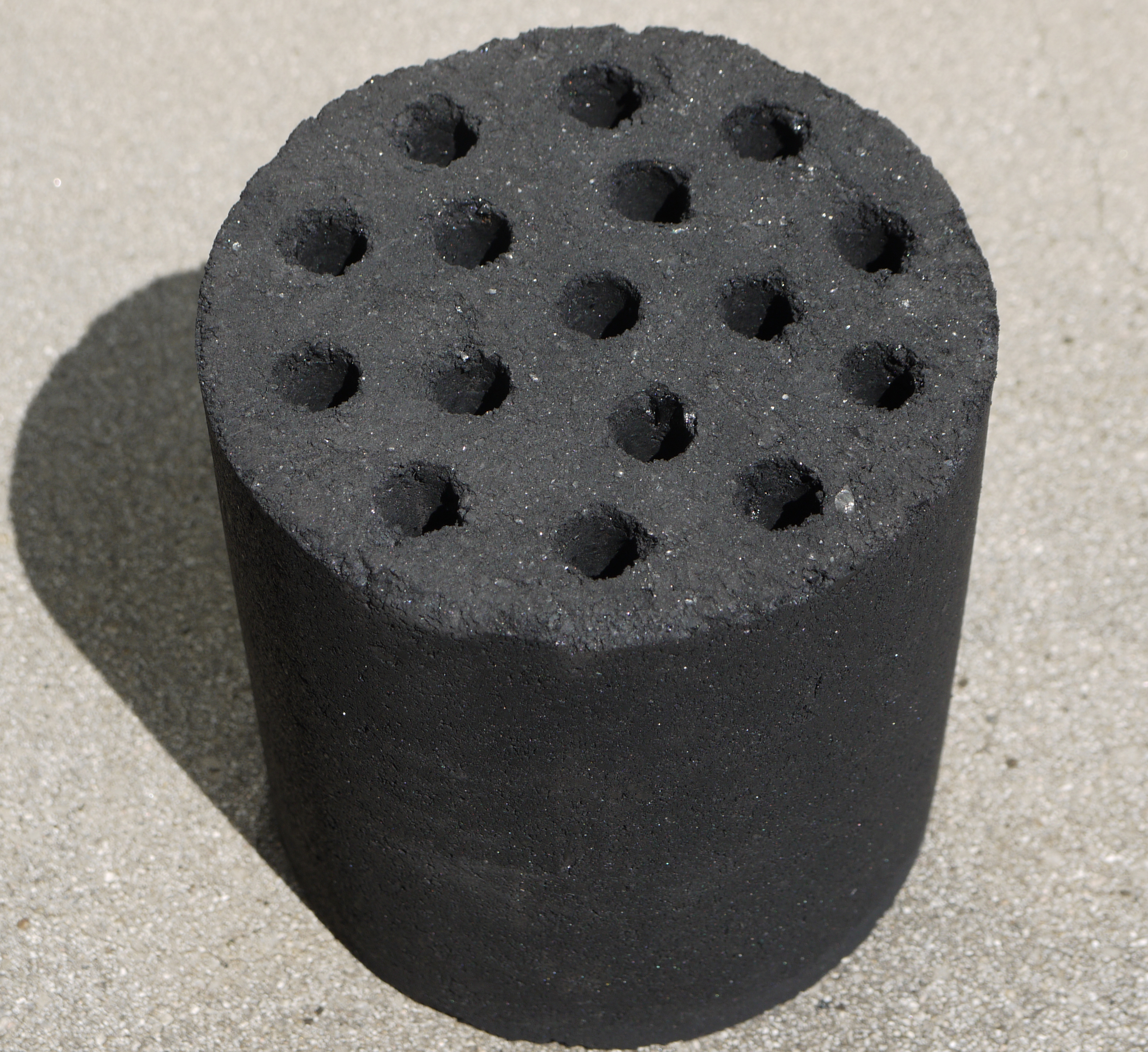
La quema de Yeontan ha sido utilizada como un método de suicidio en Corea del Sur.

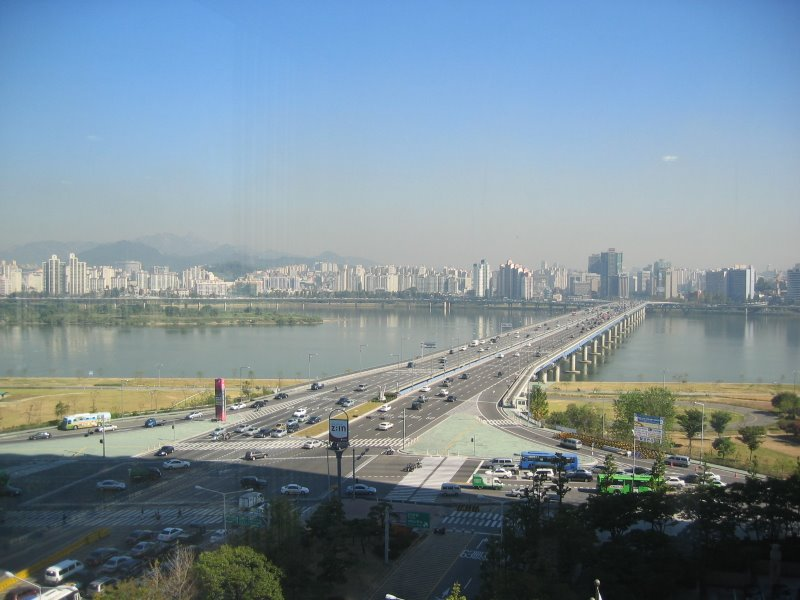
El Puente Mapo en Seúl, Corea del Sur ha sido apodado "El puente de los suicidios" y "El puente de la muerte" debido a su uso frecuente como un lugar suicida en medio de Corea del Sur en curso de la epidemia de suicidios.

Debido a que la ley surcoreana restringe la posesión de armas de fuego, sólo un tercio de las mujeres usan métodos violentos para suicidarse. La intoxicación es el método más utilizado comúnmente por las mujeres surcoreanas, como los plaguicidas, que representan la mitad de las muertes por suicidio entre la población. El 58,3% de los suicidios de 1996 a 2005 utilizó intoxicación por plaguicidas. Otro método de suicidio entre la población surcoreana es ahorcarse. En un estudio realizado por Jeon et al. se ha demostrado una diferencia entre los métodos utilizados por el intento de suicidio planificados y los no planificados. Estos últimos tienden a utilizar agentes químicos o saltar desde tres veces más de lo previsto.
Un estudio realizado por Subin Park et al. afirma que una de las principales razones de la tendencia general al alza en la tasa de suicidio surcoreana de 2000 a 2011 fue el aumento de los suicidios por ahorcamiento. Durante ese período de tiempo, colgarse llegó a ser percibido como menos doloroso, socialmente aceptable y accesible, y por lo tanto se convirtió en un método mucho más común a lo largo de la primera década del siglo XXI.

### Intoxicación por monóxido de carbono
A partir de 2010, en medio de la epidemia de suicidios surcoreana, la quema de yeontan se ha utilizado como un método de suicidio por envenenamiento de monóxido de carbono.

### Saltar desde un puente
También ha sido utilizado como un método de suicidio el saltar desde un puente. El Puente Mapo en Seúl, Corea del Sur ha sido utilizado para suicidarse con frecuencia, lo cual le ha válido los sobrenombres de "El Puente del Suicidio" y "El Puente de la Muerte". Las autoridades surcoreanas han tratado de contrarrestar esto llamando al puente "El Puente de la Vida" y publicando mensajes tranquilizadores en las repisas del puente.

## Casos notables

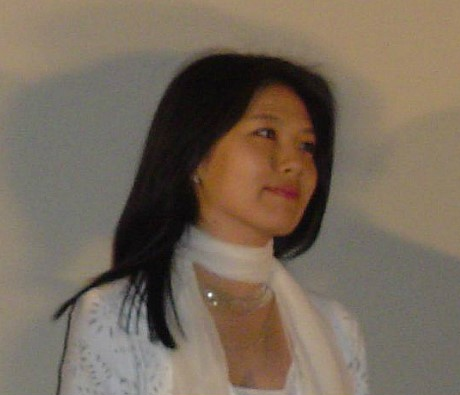
Lee Eun-ju, se suicidó a la edad de 24 años.

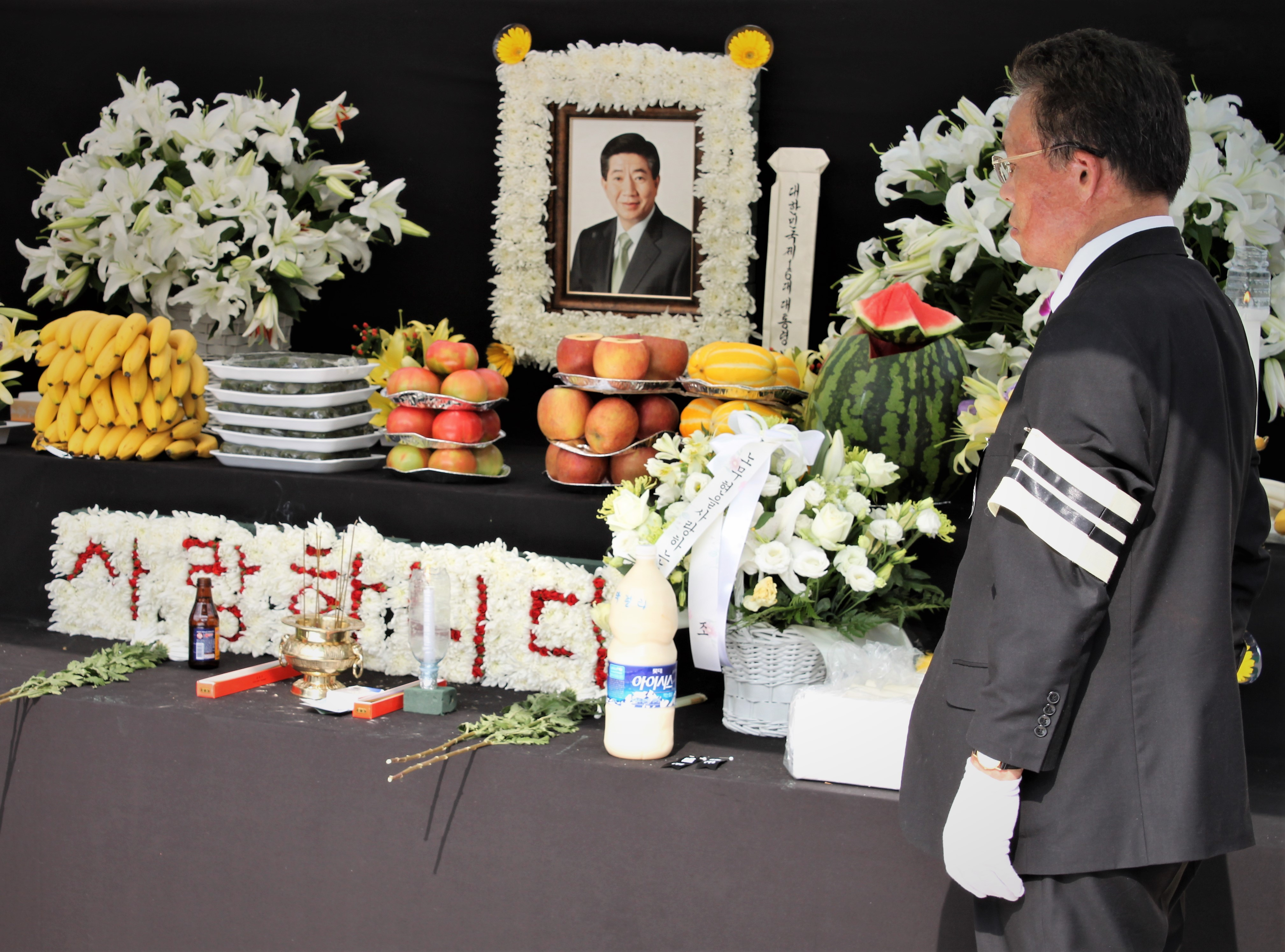
El expresidente Roh Moo-Hyun, se suicidó el 23 de mayo de 2009, después de saltar de un acantilado de 45 metros en su pueblo natal de Bongha Maeul.

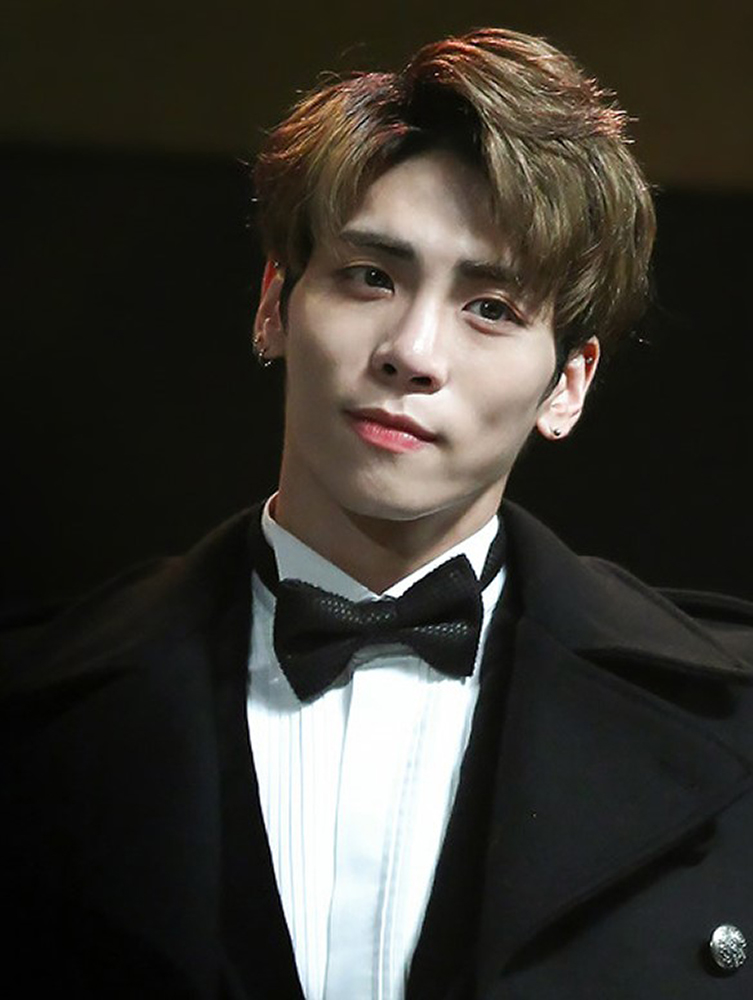
Jonghyun se suicidó utilizando yeontan, tenía 27 años.

En 2005, la actriz Lee Eun-ju, estrella de exitosas películas, incluyendo Taegukgi y La Letra Escarlata, se suicidó a los 24 años de edad.
El expresidente Roh Moo-hyun se suicidó el 23 de mayo de 2009 al saltar desde el acantilado de una montaña.
La supermodelo Daul Kim se suicidó el 19 de noviembre de 2009 en París.
Sung Wan-jong se suicidó en abril de 2015 en medio de denuncias de corrupción y dejó una nota de suicidio en la que dio el nombre de quienes él decía habían estado involucrados en actos de corrupción. La artista U;Nee murió por ahorcamiento en 2007 a la edad de 25 años. "La Actriz de la Nación" Choi Jin-sil, se suicidó en 2008, e igualmente lo hizo su exmarido Cho Sung-min en 2013.
También han sido notables los casos de suicidios en respuesta a las tragedias. Dos días después del desastre del ferry Sewol en abril de 2014, el director de secundaria que fue rescatado, se suicidó. Él había organizado el viaje para los estudiantes. El presidente de la compañía del ferry también fue posteriormente encontrado muerto en un presunto suicidio.
En octubre de 2014 un funcionario de seguridad del gobierno se suicidó después de que 16 personas murieran en un concierto realizado por el grupo de K-Pop 4Minute, bajo su supervisión. Las víctimas murieron debido a un defecto de la rejilla de metal.
En el año 2015, después de un fatal accidente de autobús de funcionarios surcoreanos de visita en China, un funcionario del gobierno involucrado con la organización, se suicidó saltando desde su habitación de hotel en China.
El 18 de diciembre de 2017 Kim Jong-hyun, vocalista principal del grupo Shinee, se suicidó. Fue encontrado inconsciente en su estudio por los paramédicos, después de enviar una nota de suicidio a su hermana y más tarde fue declarado muerto a su llegada al hospital. Se encontró una nota de suicidio, con palabras tales como "estoy roto por dentro" y "me odio a mí mismo," en la cual destaca su depresión, que había sufrido a lo largo de muchos años.
El 14 de octubre de 2019, la actriz y cantante Sulli, exmiembro del quinteto f(x), se suicidó. Fue hallada muerta en su casa por su mánager.
El 24 de noviembre de 2019, la cantante y actriz Goo Hara, exmiembro del grupo disuelto Kara (grupo musical) se suicidó a los 28 años de edad, un mes después de la muerte de su amiga Sulli, luego de un intento de suicidio fallido el 25 de mayo de 2019. Fue hallada muerta en su casa por su ama de llaves.
El 3 de diciembre de 2019, el actor Cha In-ha, miembro del grupo de actuación Surprise U, se suicidó a los 27 años de edad.
El 9 de julio de 2020, el alcalde de Seúl, Park Won-soon, fue hallado muerto después de suicidarse.
El 19 de abril de 2023, el mundo se conmovió con la noticia que el cantante, actor y bailarín Moon Bin fue encontrado sin vida. Aficionados de todo el mundo lloran su pérdida. Los portales de noticias afirman que es muy probable que el actor se haya suicidado. La familia pide discreción.
El 27 de diciembre de 2023, el actor Lee Sun-kyun se suicidó a los 48 años de edad.
El 12 de noviembre de 2024, el actor Song Jae-rim se suicidó.

## Causas

### Medios de comunicación
Según un estudio, Corea del Sur experimenta una oleada de suicidios después de la muerte de una celebridad.
El estudio encontró que tres de los once casos de suicidios de celebridades resultó en una mayor tasa de suicidio entre la población. El estudio fue controlado por los posibles efectos de los factores de confusión, tales como la estacionalidad y las tasas de desempleo, y, sin embargo, el suicidio de una celebridad todavía tenía una fuerte correlación con el aumento en las tasas de suicidio durante las siguientes nueve semanas. El grado de cobertura de los medios en el suicidio de un famoso impacta en el grado de aumento de las tasas de suicidio. En el estudio, los tres fallecimientos de celebridades recibieron amplia cobertura de los medios, lo que condujo a un aumento en las tasas de suicidio, mientras que los suicidios de celebridades con baja cobertura de los medios no reflejaron un aumento en la tasa de suicidios. Además del aumento de la idealización suicida, los suicidios de celebridades llevan a la gente a usar los mismos métodos para suicidarse. Seguido a la muerte de la actriz Lee Eun-ju en 2005, más personas utilizaron el mismo método de ahorcamiento.
Un estudio en curso también ha sugerido que la alta utilización de Internet puede provocar suicidios. Entre 1573 estudiantes de la escuela secundaria, el 1,6% de la población sufría de adicción a Internet y el 38,0% tenían un riesgo de adicción a Internet. Los estudiantes con, o en riesgo de adicción a internet tienen una mayor tasa de idealización suicida en comparación con aquellos sin la adicción a Internet.

### Familia
Muchas personas han quedado huérfanas o han perdido a un padre debido a la guerra de Corea. Dentro de un grupo aleatorio de 12.532 adultos, el 18,6% de los encuestados habían perdido a sus padres biológicos, con la muerte de la madre representando un mayor impacto en la tasa de intentos de suicidio que la muerte paterna. Un estudio ha demostrado que los hombres tienen una mayor tasa de intentos de suicidio cuando viven la experiencia de la muerte de la madre en edades de 0-4 y 5-9. Las mujeres tienen mayores tasas de intento de suicidio cuando la experiencia de la muerte de la madre se da en edades de 5-9.

### Economía
En 1997 y 1998, la crisis financiera asiática de 1997 asoló el Sur de Corea. Durante y después de la recesión económica de 1998, Corea del Sur ha experimentado una fuerte recesión económica de -6.9% y un aumento de la tasa de desempleo de 7.0%. Un estudio ha demostrado que esta caída económica tuvo una fuerte correlación con un aumento en las tasas de suicidio. El aumento del desempleo y la mayor tasa de divorcio durante una recesión económica conducen a la depresión clínica, que es un factor común que conduce al suicidio. Además, según Durkheim, la caída económica perturba la posición social de un individuo, lo que significa que sus demandas y expectativas no pueden ser satisfechas. Por lo tanto, una persona que no puede reajustarse a las privaciones de orden social causada por la caída económica es más propensa a suicidarse.
Analizando los suicidios hasta el año 2003, Park y Lester tienen en cuenta que el desempleo es un factor importante en la alta tasa de suicidios. En Corea del Sur, ha sido tradicional el deber de los hijos a cuidar de sus padres. Sin embargo, como "la tradición cultural de filial obligación no es congruente con el cada vez más competitivo y especializado mercado de trabajo de la era moderna", los ancianos se están sacrificando para reducir la carga sobre sus hijos.

### Educación
En Corea del Sur, cada estudiante está obligado a tomar la Prueba de Habilidad Escolástica Universitaria (CSAT por sus siglas en inglés). En este día, los estudiantes menores se reúnen y animan a los jóvenes que ingresan para tomar su examen. El gobierno tiene también el mandato de prohibir el vuelo de aviones durante este tiempo para asegurarse de que no hay distracciones para estos estudiantes.
La educación surcoreana es extremadamente competitiva, lo que hace difícil obtener un estimado de la universidad. Un año escolar surcoreano dura desde marzo hasta el mes de febrero. El año se divide en dos semestres: uno, desde marzo hasta julio, y otro, de agosto a febrero. En promedio un estudiante de escuela secundaria surcoreano gasta aproximadamente 16 horas al día en la escuela y en actividades relacionadas con la escuela. Ellos asisten a programas después de la escuela llamado hagwons y hay más de 100.000 de ellos en toda Corea, por lo que es una industria de 20 mil millones de dólares. Nuevamente, esto es debido a la competitividad por ser aceptado en una buena universidad. La mayoría de las puntuaciones de los tests universitarios también se clasifica en una curva, lo que conduce a una mayor competencia. Desde 2012, los estudiantes de Corea del Sur van a la escuela de lunes a viernes, y cada dos sábados. Antes de 2005 los estudiantes surcoreanos iban a la escuela todos los días de lunes a sábado.
Aunque la educación surcoreana se sitúa entre las más altas en el contexto internacional de la evaluaciones como PISA, el enorme estrés y la presión en sus estudiantes es considerado por muchos como abuso infantil. Esto ha sido señalado como la causa de las altas tasas de suicidio entre los surcoreanos de 10 a 19 años.

### Enfermedades Mentales
En Corea del Sur, las enfermedades mentales son un tabú, incluso dentro de las familia. Más del 90% de las víctimas de suicidio podría haber sido diagnosticado con un trastorno mental, pero sólo el 15% de ellos recibieron el tratamiento adecuado. Más de dos millones de personas sufren depresión cada año en Corea del Sur, pero sólo 15.000 eligen recibir tratamiento en forma regular. Debido a que las enfermedades mentales son despreciadas en la sociedad coreana, las familias a menudo desalientan a aquellos con enfermedades mentales de iniciar la búsqueda de tratamientos.
Ya que hay un fuerte estigma negativo en el tratamiento de las enfermedades mentales, muchos de los síntomas pasan desapercibidos y pueden conducir a muchas decisiones irracionales, incluida el suicidio.

### Imagen pública
En la cultura coreana, la imagen pública es muy importante. Hay un gran orgullo basado en la apariencia personal, que es la razón por la que Corea del Sur tiene la mayor proporción de procedimientos quirúrgicos per cápita. Desde inicios del siglo XXI, uno de cada cinco surcoreanos se somete a cirugía plástica.  Aunque no está directamente relacionado con la alta tasa de suicidios, la necesidad de lucir de cierta manera juega un papel importante en la autoestima surcoreana, especialmente si sienten que no pueden llegar a los estándares de la sociedad.

## Respuestas
Corea del sur ha implementado las Estrategias para Prevenir el Suicidio (STOPS por sus siglas en inglés), un proyecto cuya "iniciativa destinada a aumentar la conciencia pública, la mejora de la cobertura de los medios de suicidio, pruebas de detección para las personas en alto riesgo de suicidio, la restricción del acceso a los medios, y mejorar el tratamiento de los pacientes deprimidos". Todos estos métodos se esfuerzan por aumentar la conciencia pública y el apoyo gubernamental para la prevención del suicidio. Actualmente, Corea del Sur y otros países que han implementado esta iniciativa se encuentran en el proceso de evaluar el grado de influencia de esta iniciativa en la tasa de suicidios. El ministerio de educación creó una aplicación para comprobar las publicaciones, mensajes y búsquedas en la web de los estudiantes para las palabras relacionadas con el suicidio.
Debido a que la cobertura de los medios y la imagen del suicidio influyen en la tasa de suicidio, el gobierno "ha promulgado directrices nacionales para la presentación de informes sobre el suicidio en los medios impresos". La guía nacional ayuda a la cobertura de los medios a centrarse más en las señales de advertencia y las posibilidades de tratamiento, en lugar de los factores que conducen al suicidio.
Otro método que Corea del Sur ha implementado es educar a los porteros. El portero de la educación principalmente consiste en el conocimiento de suicidio y de lidiar con el suicidio de los individuos, y esta educación se proporciona a los maestros, trabajadores sociales, voluntarios y líderes de la juventud. El gobierno educa a los porteros dentro de las comunidades en riesgo, como mujeres, ancianos o familias de bajos ingresos. Para maximizar el efecto de los porteros, el gobierno también ha implementado programas de evaluación para informar de los resultados.
Físicamente también se toman medidas para prevenir el suicidio. El gobierno ha reducido "el acceso a medios letales de auto-daño". Como se mencionó anteriormente, en los métodos, el gobierno ha reducido el acceso a envenenamiento por agentes, monóxido de carbón, y por último plataformas de trenes. Esto ayuda a disminuir el impulsivo comportamiento suicida.